# 略夫雷加特河畔科内利亚
略夫雷加特河畔科内利亚（西班牙語：Cornellá de Llobregat，加泰隆尼亞語發音：[kuɾnəˈʎa ðə ʎuβɾəˈɣat]）是西班牙加泰罗尼亚巴塞罗那省的一个市镇。总面积7平方公里，总人口79979人（2001年），人口密度11426人/平方公里。